# Motaulun
Motaulun (Mota Ulun) ist ein osttimoresischer Suco im Verwaltungsamt Bazartete (Gemeinde Liquiçá).

## Geographie
Motaulun liegt im Norden des Verwaltungsamts Bazartete an der Straße von Ombai. Westlich liegt der Suco Lauhata, südlich die Sucos Fatumasi und Fahilebo und östlich der Suco Ulmera. Der Fluss Failebo fließt zunächst durch den Südwesten von Motaulun, später folgt er der Grenze zu Lauhata bis zu seiner Mündung in die Straße von Ombai. Motaulun hat eine Fläche von 22,73 km² und teilt sich in die drei Aldeias Classo (Klaso), Mau-Luto (Mauluto) und Mota Icun (Motaikun).
Im Südwesten führt westlich des Flusses Failebo die Überlandstraße, die den Ort Bazartete mit der nördlichen Küstenstraße verbindet, die auch in Motaulun dem Küstenverlauf folgt und eine der wichtigsten Verkehrswege des Landes ist. An der Verbindungsstraße nach Bazartete liegen die Orte Bogoro und Mau-Luto. An der Küstenstraße befinden sich die Dörfer Mota Icun, Kaiteho (Caitehu) und Fahite. In Bogoro und Kaiteho gibt es jeweils eine Grundschule. Bogoro verfügt außerdem über eine Prä-Sekundarschule, Mau-Luto über eine medizinische Station und Kaiteho über eine Kapelle der Sagrada Família.

## Einwohner

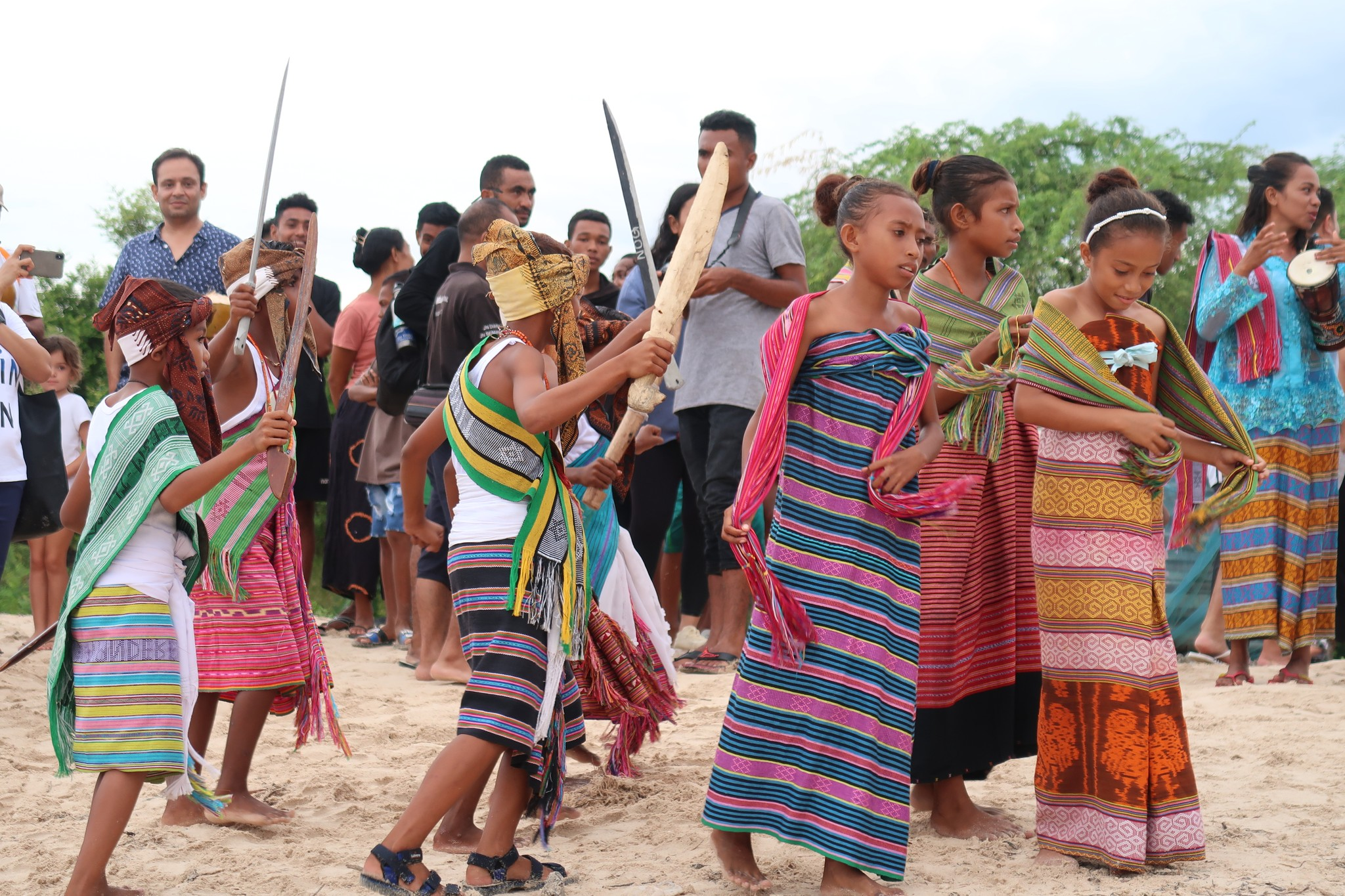
Kinder in Tracht in Kaiteho

Im Suco leben 2.617 Einwohner (2022), davon sind 1.333 Männer und 1.284 Frauen. Im Suco gibt es 415 Haushalte. Fast 57 % der Einwohner geben Tetum Prasa als ihre Muttersprache an. Über 31 % sprechen Tokodede, über 8 % Mambai, Minderheiten Makasae, Baikeno, Tetum Terik oder Kemak.

## Politik
Bei den Wahlen von 2004/2005 wurde Estanislau de Jesus zum Chefe de Suco gewählt. Bei den Wahlen 2009 gewann Augusto de Jesus und 2016 Francisco Soares. Er wurde 2023 in seinem Amt bestätigt.

## Wirtschaft

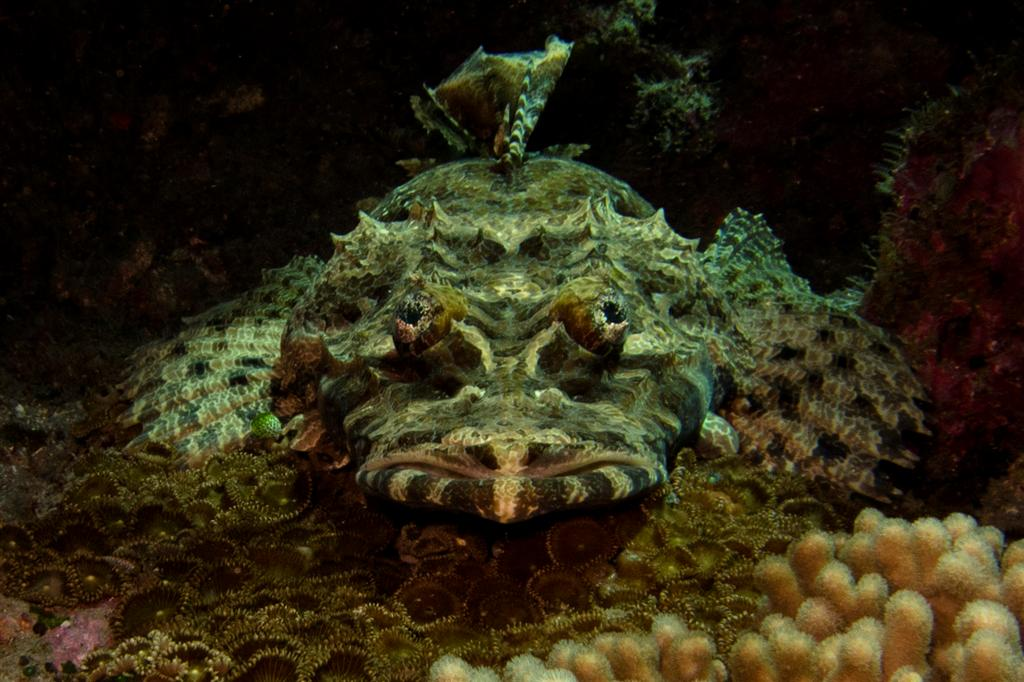
Ein Plattkopf am Tauchplatz Sandy Bottom

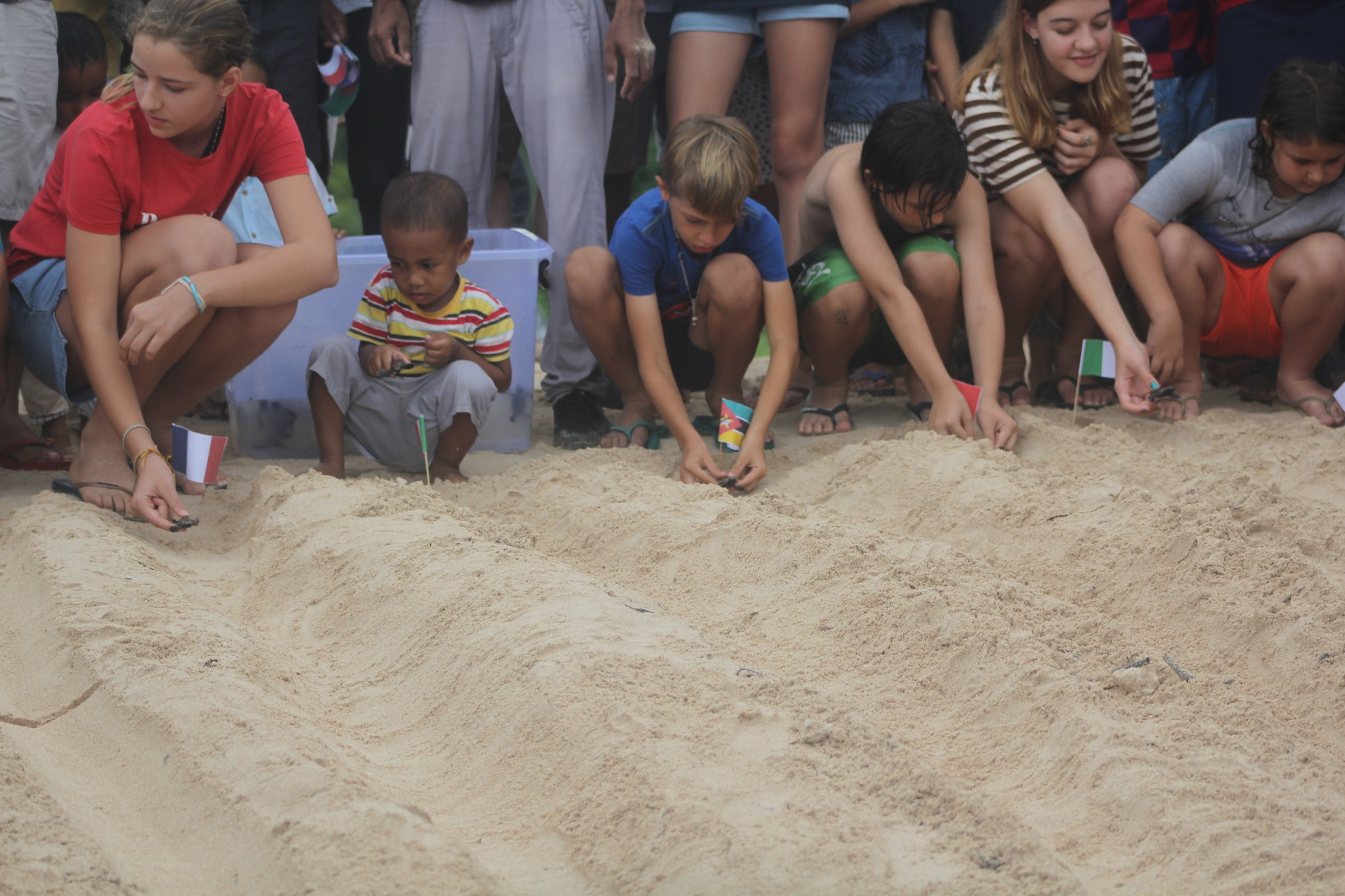
Schildkröten freilassen als touristische Attraktion in Kaiteho

Im Nordwesten befindet sich eine Anlegestelle von TL Cement und nahe dem nördlichsten Punkt der Küste eine zweite für LPG beim Ort Mota Icun. Westlich davon liegt der touristisch erschlossene Tauchplatz Sandy Bottom. Einen Sandstrand findet man in Kaiteho.

## Persönlichkeiten
- Paulino Ribeiro (* 1972), Beamter, Präsident der Gemeindeverwaltung Liquiçá